# Nizar Hamid
Nizar Hamid (sinh ngày 3 tháng 10 năm 1988) là một hậu vệ bóng đá người Sudan thi đấu cho Al-Hilal và Đội tuyển bóng đá quốc gia Sudan.

## Bàn thắng quốc tế
Tính đến trận đấu diễn ra ngày 31 tháng 5 năm 2016. Sudan score listed first, score column indicates score after each Hamid goal.
| # | Ngày                | Địa điểm                                              | Số trận | Đối thủ | Tỉ số | Kết quả | Giải đấu |
| - | ------------------- | ----------------------------------------------------- | ------- | ------- | ----- | ------- | -------- |
| 1 | 31 tháng 5 năm 2016 | Trung tâm Thể thao Quốc tế Moi Nairobi, Kenya         | 4       | Kenya   | 1–0   | 1–0     | Giao hữu |
| 2 | 2 tháng 9 năm 2016  | Sân vận động Khartoum Khartoum, Khartoum State, Sudan | 4       | Gabon   | 1-2   | 1-2     | Giao hữu |

## Thành tích
Cùng với: Al-Hilal Club
- Giải bóng đá ngoại hạng Sudan

Vô địch: (4) 2012,2014,2016,2017
- Cúp bóng đá Sudan

Vô địch: (1) 2016